# Fantic
Fantic Motor, coneguda sovint simplement com a Fantic, fou una empresa fabricant de motocicletes italiana, fundada el 1968 per Mario Agrati i Henry Keppel-Hesselink com a Fantic Motor SpA a Barzago (província de Lecco, Llombardia), que tingué activitat industrial fins a 1997. El 2003, després de comprar-ne els drets, dos nous empresaris van fer renéixer la marca des d'una altra empresa amb seu a Dosson (província de Treviso, Vèneto), on continua en actiu actualment.
La Fantic inicial va començar fabricant ciclomotors i a mitjan dècada del 1970 s'especialitzà en motocicletes de fora d'asfalt, primer d'enduro i després de trial. L'empresa successora ha vingut fabricant principalment models d'enduro i de supermotard des de la seva creació.

## Història

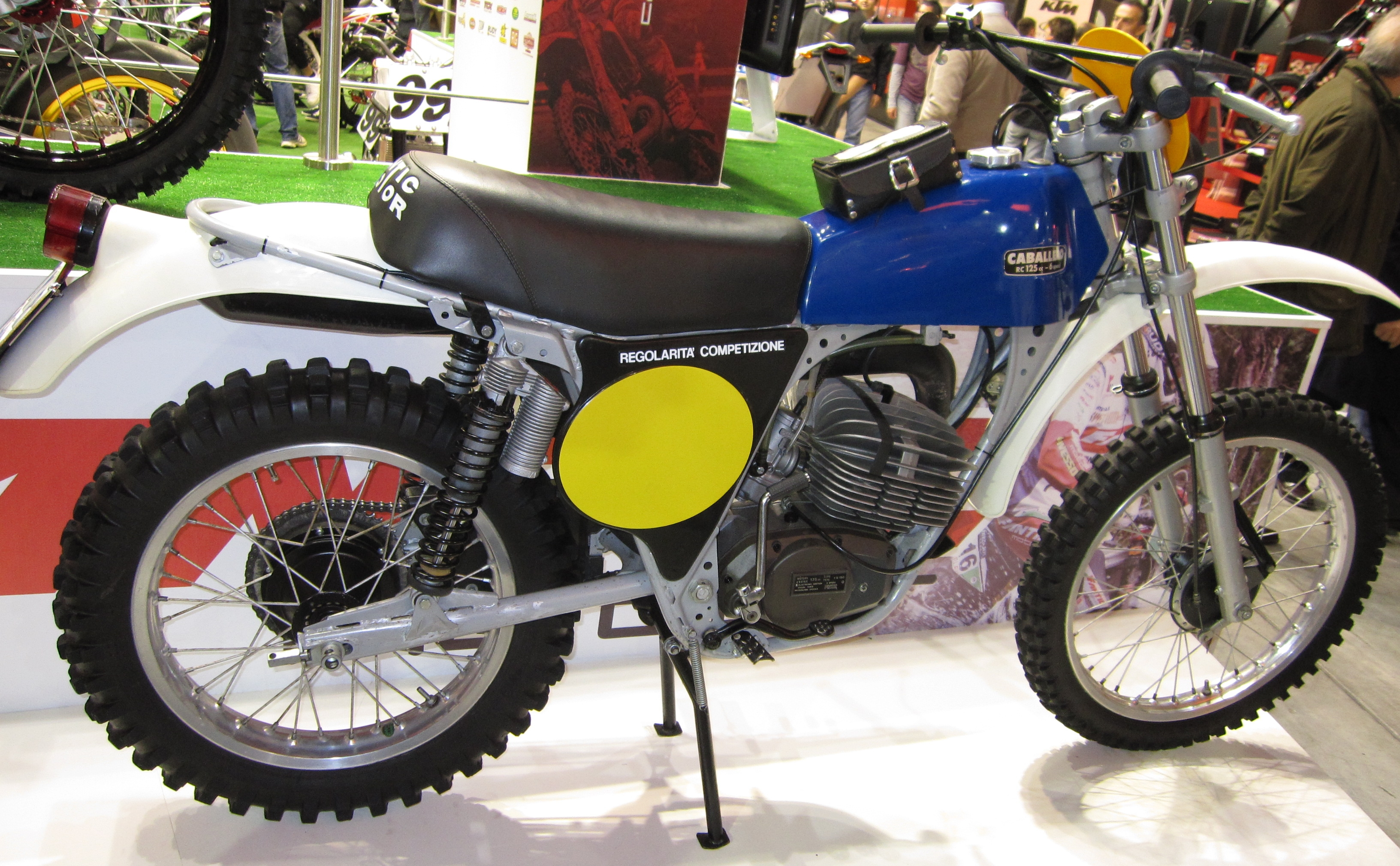
Fantic Caballero 125 "Regolarità Competizione" de 1976

El 1968, Mario Agrati, de l'Agrati-Garelli de Monticello Brianza (Lecco), va deixar l'empresa familiar i es va associar amb Henry Keppel-Hesselink, director d'exportació de Garelli, per a crear una nova empresa fabricant de minimotos, karts i motos d'enduro destinades al mercat nord-americà. Tots dos van crear a Barzago, doncs, Fantic Motor. El nom de l'empresa se li va acudir a Agrati pensant en quelcom "fantàstic" i, alhora, inspirant-se en la marca de begudes Fanta, aleshores molt popular.
Dins la història de la producció de la marca, el model que va deixar més empremta fou el Caballero, llançat a finals de la dècada del 1960. Equipat amb el clàssic motor de dos temps de 49 cc de Minarelli, era un ciclomotor amb estètica de moto d'enduro i estava disponible en dues versions: amb la caixa de canvis clàssica de 4 velocitats o amb l'aleshores innovadora de 6 velocitats. La moto fou un èxit de vendes des del primer moment entre els adolescents italians (en aquella època, a Itàlia, un ciclomotor es podia conduir sense carnet a partir dels 14 anys). La publicitat de la Fantic Caballero és recordada per la quantitat de personalitats del motociclisme i de l'esport en general qui hi apareixien, entre ells Jarno Saarinen, Mike Hailwood i Sandro Mazzola. El nom "Caballero" li venia de la marca holandesa de cigarretes homònima, una marca que consumia el soci fundador Henry Keppel-Hesselink.
Després de l'èxit del ciclomotor Caballero se'n va posar a la venda un altre, el Chopper, que imitava la disposició típica de les motocicletes americanes que havia popularitzat la pel·lícula Easy Rider (1969), amb una forquilla anterior avançada i el selló equipat amb respatller; en ser l'únic ciclomotor d'aquest tipus disponible a Itàlia, aquest model també va obtenir bons resultats de vendes. El catàleg de ciclomotors de la marca també comptava amb un model de carretera, el 50 GT (disponible també amb motor sense restricció de potència i considerada, doncs, una motocicleta a efectes legals), i un altre de força original: el Super Rocket (amb rodes petites), ambdós amb caixa de canvis de 4 velocitats.

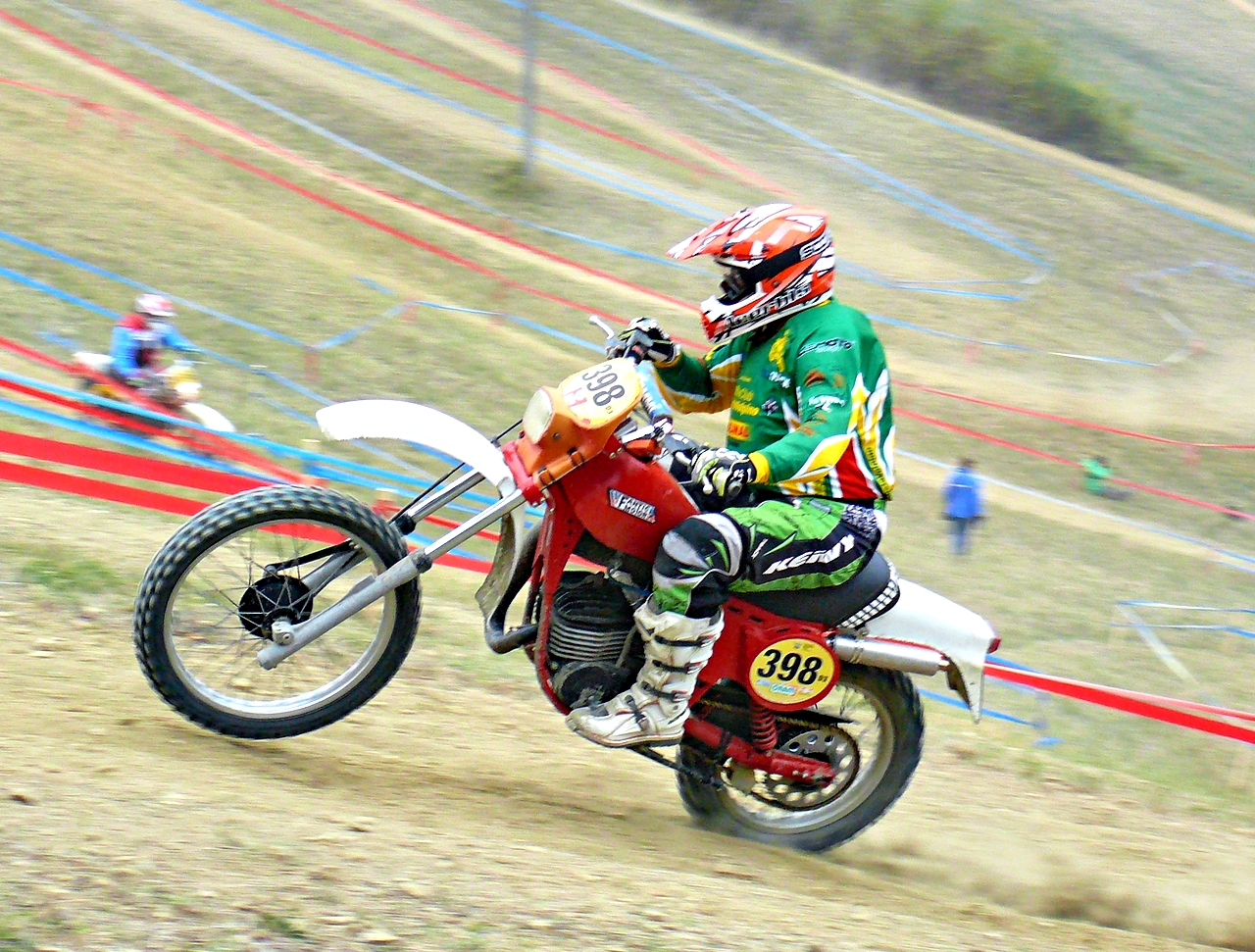
Una Fantic Caballero 125 RC de 1981, en un enduro "vintage" el 2017

Fantic va començar ben aviat a competir en enduro -anomenat aleshores a Itàlia Regolarità-, tant a escala nacional com internacional, primer en cilindrades petites (50 i 75 cc) i, més tard, en 100 i 125 cc. Els èxits esportius de la marca se succeïen. A la Valli Bergamasche, la prova d'enduro por excel·lència a l'època, Fantic aconseguí 6 victòries de classe entre el 1978 i el 1980 (a les cilindrades dels 50, 75 i 100cc). El 1979, Pietro Gagni va guanyar el Campionat d'Europa d'enduro de 50cc i el 1981, Angelo Signorelli i Gualtiero Brissoni guanyaren respectivament els de 80 i 125cc.
L'experiència adquirida en competició per Fantic es va aplicar al seu ciclomotor estrella, el Caballero. El 1978 es va passar del Caballero de la sèrie TX 94/TX 96 (xassís gris) a la nova sèrie TX 160 (un model de competició, registrat com a motocicleta) i TX 190 (ciclomotor), fàcilment distingibles de la sèrie anterior pel seu nou bastidor vermell. A banda dels models de competició, Fantic va produir també models de la mateixa sèrie de ciclomotors Caballero i Chopper en cilindrades superiors, destinats als joves de 16 anys amb carnet de conduir de l'època, però sense obtenir els mateixos resultats comercials que amb els models inferiors. La Strada 125 de 1982 sí que va aconseguir una bona xifra de vendes.
L'empresa es va expandir també al sector del trial, on Fantic va obtenir probablement els seus millors resultats en l'àmbit internacional, amb nombrosos triomfs en totes les competicions principals, entre els que en destaquen tres campionats del món i set victòries als Sis Dies d'Escòcia.
L'empresa va fer fallida el 1995 i l'activitat a Barzago va ser suspesa el 1997.

### Fantic i el trial

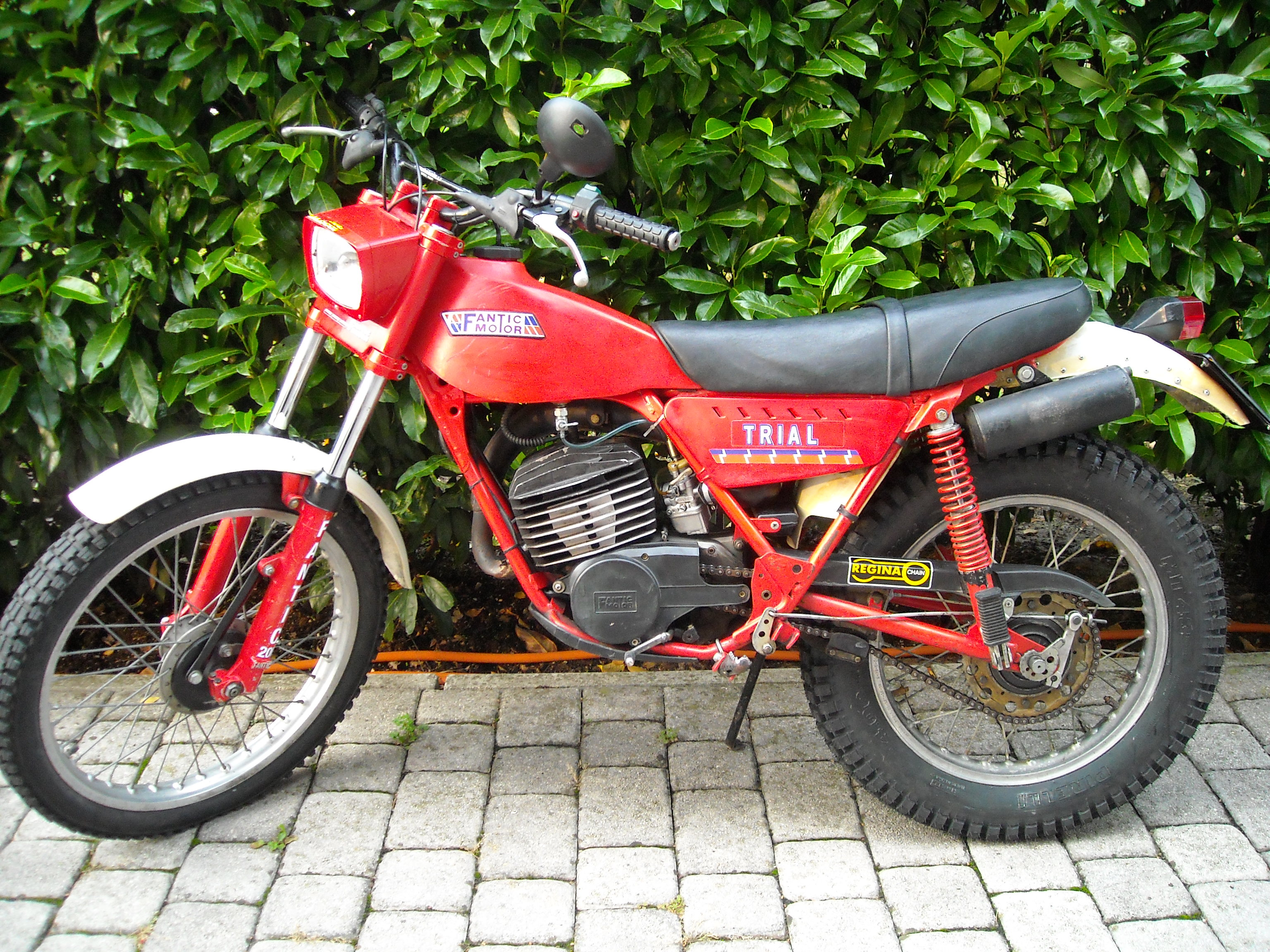
Fantic Trial 200 de 1982

L'entrada de Fantic a l'especialitat del trial fou progressiva i a curt termini produí grans èxits esportius i comercials. Per al desenvolupament del primer prototipus es contractà el campió d'Europa Don Smith, expert en desenvolupament de motocicletes històriques com ara la Montesa Cota 247 de 1968 o la Kawasaki KT de 1972.
El 1978, Fantic presentà una 125 cc que fou considerada la millor moto de trial d'aquesta cilindrada. El 1979, la marca debutà en competició internacional al Campionat del Món, concretament al Trial de França (celebrat a Montbéliard el 18 de març), amb un prototipus de 180 cc a mans del pilot de proves de fàbrica, l'italià Bodrio. Poc després sortien a la venda les primeres Fantic 125 i 200 de trial i aviat la marca fitxà pilots de primer nivell, com ara Jaume Subirà el 1980 o Gilles Burgat el 1982.
Tot i que la totalitat de la gamma de Fantic Motor, tant pel que fa als ciclomotors com als models d'enduro, equipava motors Minarelli (originals o adaptats per l'empresa), el fabricant de motors bolonyès no es va interessar en aquesta nova modalitat i, després de muntar alguns Minarelli rectificats als seus models inicials des de 1978, Fantic va decidir de fabricar els seus propis motors de trial a partir de 1981. Els motors Fantic resultaren ser ben competitius, ja que la marca aconseguí nombrosos èxits a partir d'aleshores. Thierry Michaud va ser Campió del Món de trial amb Fantic els anys 1985, 1986 i 1988. A més, Michaud guanyà amb la moto italiana els Sis Dies d'Escòcia tres anys consecutius (1984-1986). Steve Saunders va superar Michaud en guanyar aquesta emblemàtica prova quatre anys seguits, de 1988 a 1991, també amb Fantic.

## Nova empresa
A finals de 2003, Massimo Bianchi i l'industrial venecià Federico Fregnan varen adquirir els drets de propietat de la marca. La seu de la nova empresa és ara a Treviso i la fàbrica a Dosson, dins la mateixa província. La producció s'ha centrat en les motos d'enduro (tot recuperant entre d'altres el nom històric "Caballero") i de Supermotard.

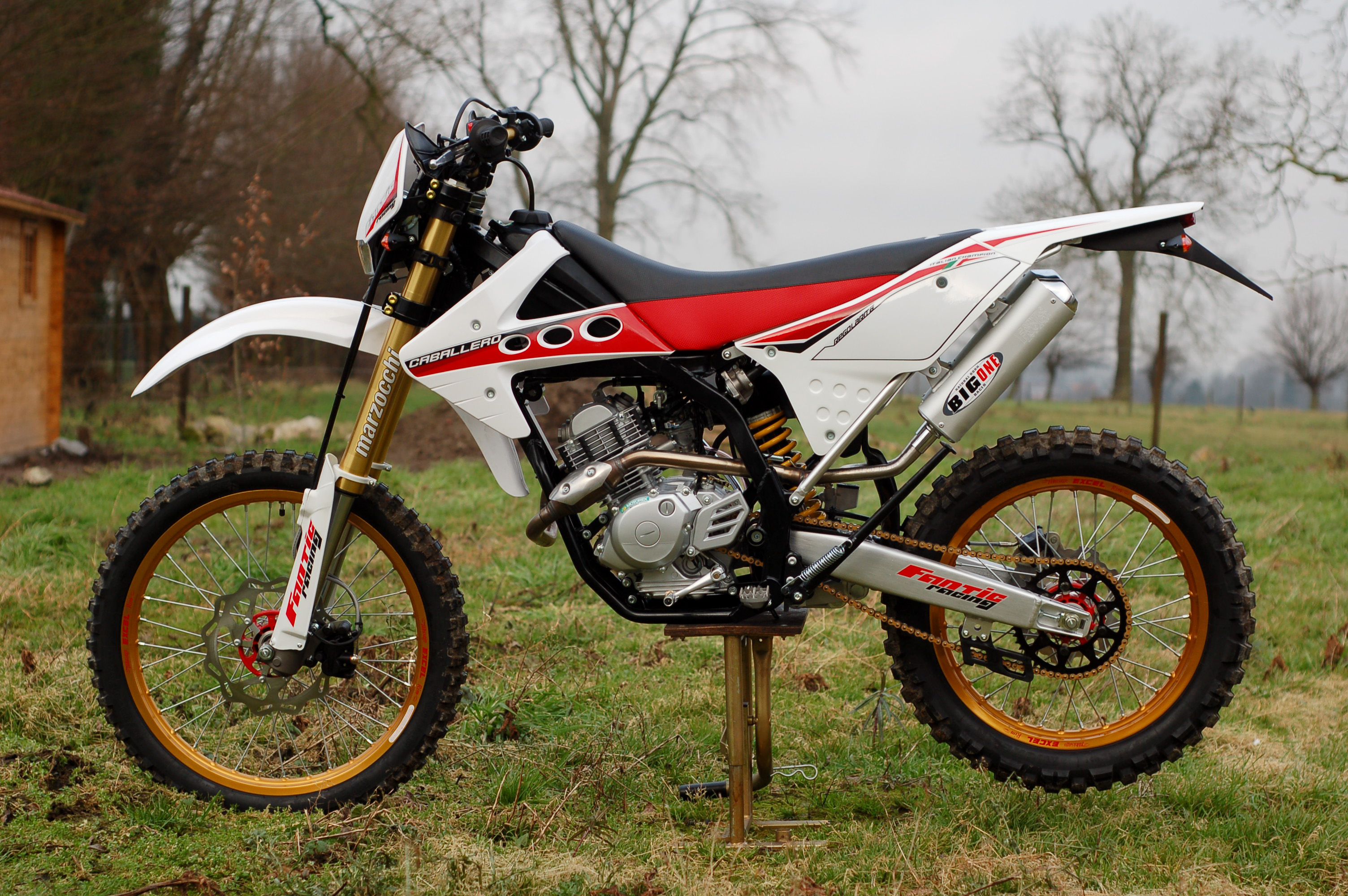
Una Fantic Caballero Regolarità 125 del 2009

L'any 2005 Fantic participà també en el mundial de velocitat de 250cc amb Gabriele Ferro i Arnaud Vincent, però ja el 2006 es va dedicar exclusivament a les competicions italianes d'enduro. Aquell mateix any Thibaut Dussuelle va guanyar el Campionat de França d'enduro en la categoria de 50 cc amb una Fantic Caballero. El 2008, Fantic va guanyar el Campionat d'Itàlia d'enduro i el de Motorally en categoria 125 4T.
El 2009, la nova Fantic va presentar una nova versió de Caballero equipada amb motor 4T de 200 cc. El 2011 es va presentar la Caballero 300 cc 2T amb motor Gas Gas i bastidor reticular.
El 2014, l'empresa es va vendre íntegrament al grup VeNetWork, format per empresaris del Vèneto sota la presidència d'Alberto Baban. La gestió de l'empresa es va confiar a l'enginyer Mariano Roman, antic director tècnic d'Aprilia, Moto Guzzi i Laverda. En menys d'un any, Fantic va entrar al sector de la bicicleta elèctrica i creà la divisió Fantic Bikes per a dissenyar i fabricar aquest tipus de bicicleta, tant de carrer com de muntanya, a la mateixa seu de Dosson.
El 2016 Fantic va llançar al mercat els seus nous models de motocicleta amb motor de 250 cc 4T, en versions Enduro i Motard, seguits dels nous models de 50 i 125 cc Euro4. Al novembre d'aquell any, al Saló EICMA de Milà, a més de la presentació de tota la nova gamma de motocicletes del 2017 Fantic va mostrar el nou Caballero i va descriure el seu projecte: la nova gamma Caballero es va diversificar en tres cilindrades diferents (125, 250 i 500 cc) i en dues versions, Scrambler i Flat Track.
El 2020, Fantic Motor li comprà el 100% de les accions de Motori Minarelli a Yamaha.

## Producció actual

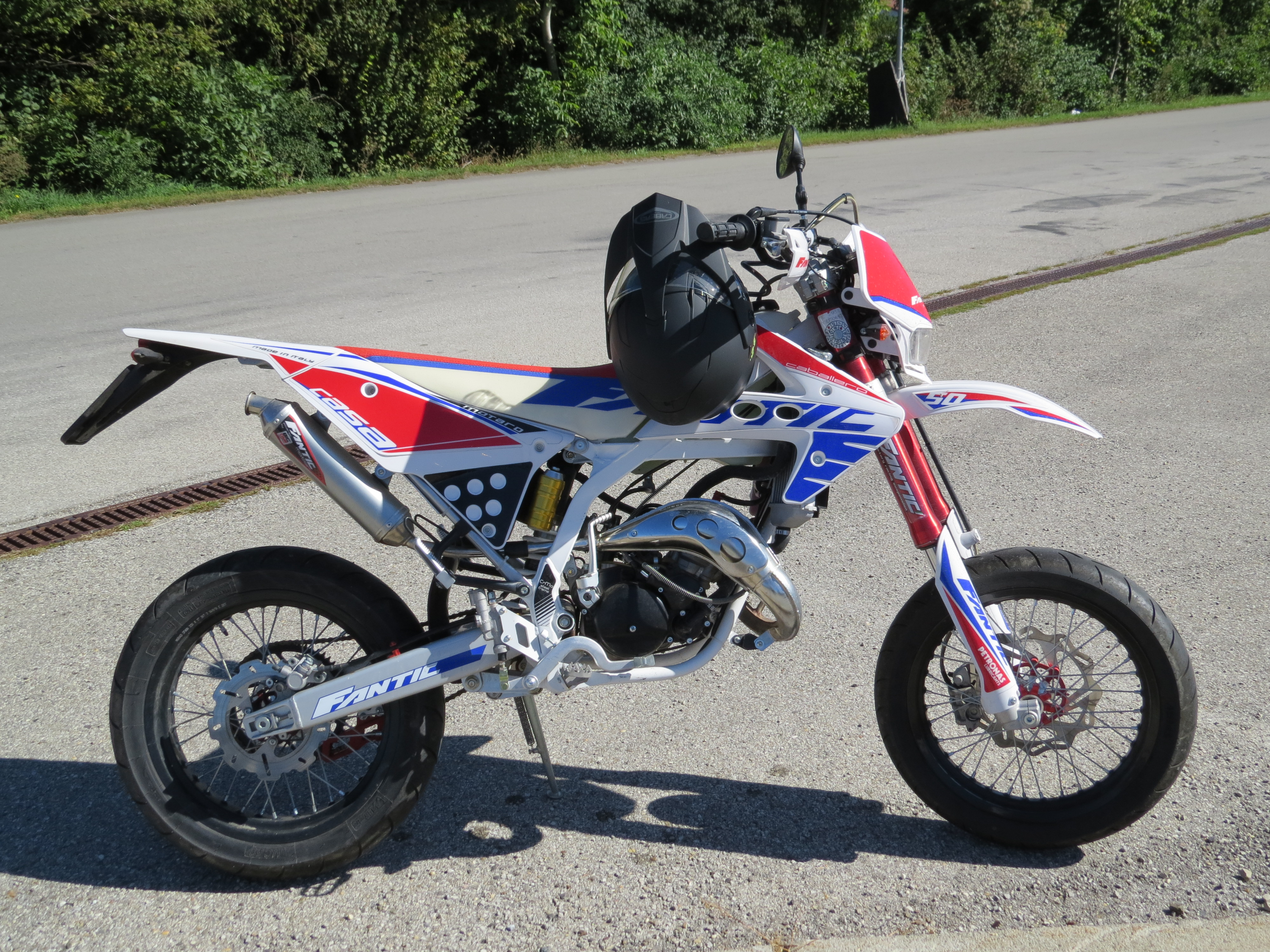
Una Fantic Caballero 50 "Motard" del 2017

### Enduro/Supermoto
- 50 cc 2T: Enduro ("Performance" o "Casa"), Motard ("Performance" o "Casa")
- 125 cc 4T Enduro ("Performance" o "Casa"), Motard ("Performance" o "Casa")
- 250 cc 4T: Enduro ("Performance" o "Casa"), Motard ("Performance" o "Casa")

### Gamma Caballero
- 125 cc 4T: "Scrambler" o "Flat track"
- 250 cc 4T: "Scrambler" o "Flat track"
- 500 cc 4T: "Scrambler", "Flat track" o "Rally"